# Ruhpolding
Ruhpolding är en kommun och ort i Landkreis Traunstein i Regierungsbezirk Oberbayern i förbundslandet Bayern i Tyskland, med cirka 7 000 invånare. 
Ruhpolding är känt som kur- och turistort (cirka 1,1 miljon gästnätter 1991) med omfattande anläggningar för framför allt olika vintersporter.
Här ligger Chiemgau-Arena, som arrangerar en deltävling av skidskyttevärldscupen varje säsong. Skidskytten och tränaren Wolfgang Pichler kommer härifrån och hans bror Claus Pichler var under många år borgmästare i staden.